# Bryan Waller Procter
Bryan Waller Procter (21. listopadu 1787 – 5. října 1874) byl anglický básník. Používal pseudonym Barry Cornwall.

## Život
Narodil se v Leeds, Yorkshire. Vystudoval na škole v Harrow, kde byly jeho současníky např. Lord Byron a Robert Peel. Po opuštění školy pracoval v kanceláři advokáta v Calne ve Wiltshire, kde zůstal až do roku 1807, kdy se vrátil do Londýna studovat práva. Do smrti svého otce v roce 1816 vydělal menší majetek a mohl se tak stát partnerem v advokátní firmě. V roce 1820 ale partnerství ukončil a začal psát pod pseudonymem "Barry Cornwall".
V roce 1824 uzavřel manželství se slečnou Skepper, dcerou paní Basil Montague. Jeho dcera Adelaide Anne byla také básnířka.

## Dílo
Jeho hlavní poetické práce byly: Dramatické scény a jiné básně (1819), Sicilská Story (1820), Marcian Colonna (1820), Mirandola, Povodeň v Thessaly (1823) a Anglické písně (1832). Byl také autorem podobizen Poetica (1824), Život Edmunda Keana (1835), Esejí a příběhů v próze (1851), Paměti Charlese Lamba (1866). Posmrtný autobiografický fragment s poznámkami jeho literárních přátel, kterých měl širokou škálu od Williama Lisle Bowlese k Robertovi Browningovi, byl vydán v roce 1877.
Charles Lamb nanejvýš vynachválil jeho Dramatické skeče, o nichž prohlásil, že kdyby je našel jako anonymní rukopis v Garrickově sbírce bez váhání by jej začlenil do svých Dramatických vzorků. Cornwallovy dramatické fragmenty mají nádech viktoriánského ducha. Výsledky jsou rozmanité, a postrádají jednotu, ale obsahují jakési světlo vyšší, ačkoliv neformální, inspirace.
Ve své době patřil v Británii spíše k neznámým autorům, do značné míry je považován za napodobitele větších romantických autorů. Barry Cornwall však inspiroval Alexandra Puškina. Jen několik hodin před jeho posledním duelem v roce 1837 poslal Puškin Cornwallovu sbírku své kolegyni, paní Ishimové, což naznačuje, že měl v úmyslu si nechat některé jeho básně přeložit.